# Franz (Braunschweig-Lüneburg)

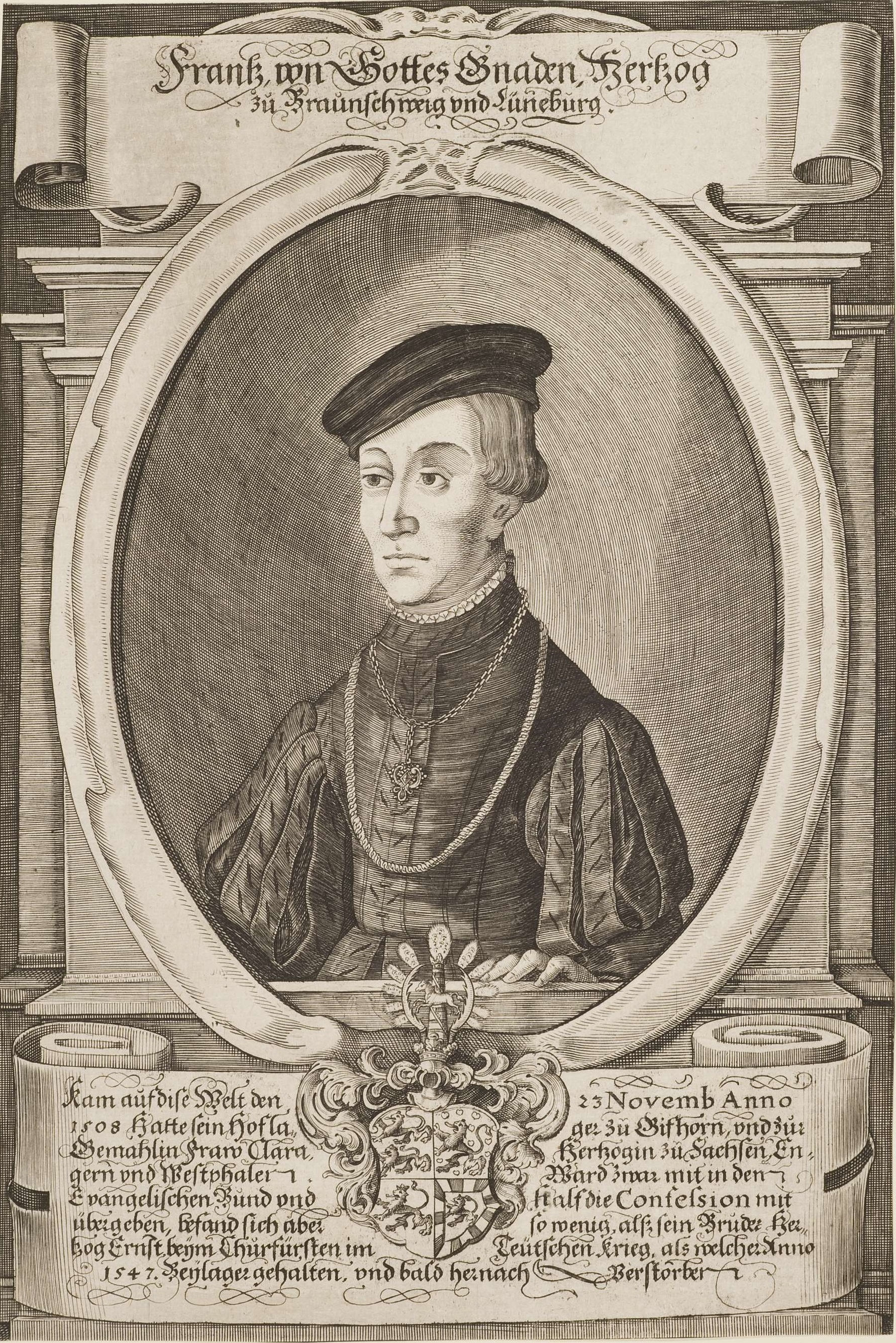
Herzog Franz von Braunschweig-Lüneburg

Franz, Herzog von Braunschweig-Lüneburg (* 23. November 1508 in Uelzen; † 23. November 1549 in Gifhorn) war der jüngste Sohn Heinrichs des Mittleren. Nach einer dreijährigen gemeinsamen Regentschaft mit seinem Bruder Ernst dem Bekenner regierte er ab 1539  bis zu seinem Tod 1549 über 10 Jahre von Schloss Gifhorn aus das neu gegründete Herzogtum Gifhorn. Das Herzogtum erhielt er als Erbabfindung von seinem Bruder Ernst.

## Leben
Nach den Plänen seines Vaters Heinrich des Mittleren (1468–1532) sollte Franz später Bischof von Hildesheim werden, was aber aufgrund widriger politischer Konstellationen unmöglich wurde.
Nachdem sich sein Vater (dieser hatte bei der Kaiserwahl auf einen unterlegenen französischen Bewerber gesetzt) 1521 nach Paris abgesetzt hatte, regierten zunächst seine beiden älteren Brüder Otto und Ernst der Bekenner das hoch verschuldete Herzogtum von Celle aus.
Ihrem unmündigen Bruder Franz ließen sie eine standesgemäße Ausbildung zukommen und schickten ihn mit 16 Jahren an die Universität Wittenberg. Als er 1526 mündig wurde, weilte er noch zehn Jahre lang am kursächsischen Hof.
Geprägt wurde er dabei vom herrschaftlich-luxuriösen Leben am Fürstenhof mit seinen Festen, Jagdveranstaltungen und Reisen. Erst 1536 kehrte er auf Drängen seines älteren Bruders Ernst (wegen seines Eintretens für die lutherische Lehre) nach Celle zurück.

## Herzogtum Gifhorn

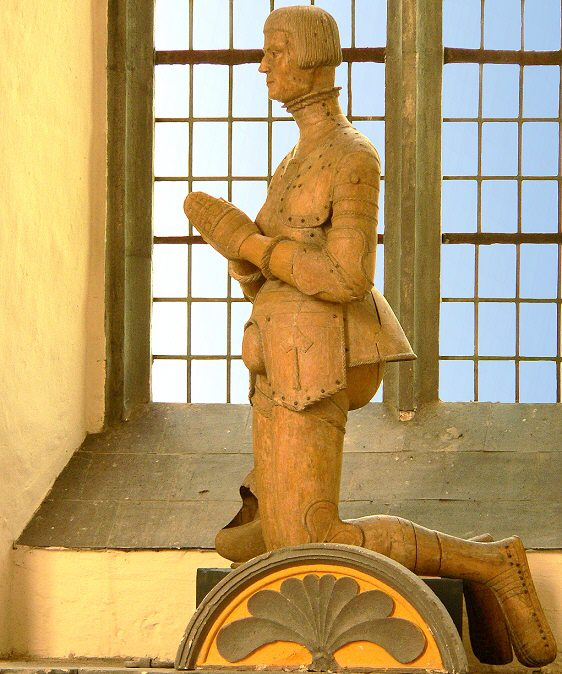
Lebensgroße Holzplastik des protestantischen Herzogs beim Beten in der Schlosskapelle Gifhorn

Zurückgekehrt, zeigte Franz kein Interesse an der von ihm erwarteten Regierungsverantwortung. Außerdem genügte ihm der vergleichsweise bescheidene Lebensstandard in der kleinen Celler Residenz nicht. Als Abfindung verlangte er ein eigenes Herzogtum und drängte auf Landesteilung.
Da seine Forderung nach der gesamten Osthälfte unter anderem wegen der völligen Überschuldung des Herzogtums inakzeptabel war, erhielt er 1539 lediglich die Ämter Gifhorn, Fallersleben und das Kloster Isenhagen bei Hankensbüttel.
Diese Besitzungen bildeten schließlich das neue Herzogtum Gifhorn, das im Reich aber nur von nachrangiger Bedeutung war. Es war ein kleiner überschaubarer Herrschaftsbereich, in dem Herzog Franz seinem adligen Selbstverständnis und seinen fürstlichen Repräsentationsaufgaben ungehindert nachgehen konnte. Er ließ Schloss Gifhorn als Residenz ausbauen und führte ein prunkvolles höfisches Leben. Gleichzeitig baute er Schloss Fallersleben als ländlichen Adelssitz aus.

## Reformation
Herzog Franz gehörte mit seinem Bruder Ernst dem Bekenner zum Bündnis der protestantischen Fürsten, die sich beim Reichstag in Speyer 1529 durch die Protestation zu Speyer erklärten. Beide gehörten dem Schmalkaldischen Bund an, der die Ideen Martin Luthers unterstützte.
Mit der Schlosskapelle Gifhorn schuf Franz den ersten Sakralbau in Nordwestdeutschland, der eigens für den protestantischen Gottesdienst errichtet wurde.
1546 nahm Franz am Schmalkaldischen Krieg teil; 1542 am Türkenkrieg. Im Raum Gifhorn führte er die Reformation ein.

## Ehe

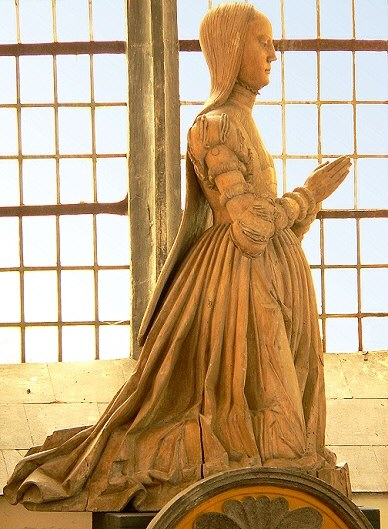
Holzplastik von Ehefrau Klara in der Schlosskapelle Gifhorn

1547 ehelichte Herzog Franz Klara von Sachsen-Lauenburg, Tochter Herzog Magnus I. von Sachsen-Lauenburg.
Die Ehe währte jedoch nur drei Jahre, da Franz bereits 1549 qualvoll an seinem 41. Geburtstag verstarb. Ursache war eine nicht heilende Infektion am Fuß, bei der auch eine Amputation sein Leben nicht zu retten vermochte.
Er wurde in der Kapelle von Schloss Gifhorn beigesetzt, wo sich noch heute eine geschnitzte Grabmalsfigur auf seinem Sarkophag befindet. Da aus der Ehe nur zwei Töchter hervorgingen, fiel das Herzogtum Gifhorn an das Stammhaus in Celle zurück. Dafür erhielt seine Gemahlin Herzogin Klara Schloss Fallersleben als Witwensitz, wo sie sich segensreich für das Gemeinwohl des Ortes einsetzte. Sie verstarb 1576 bei einem Besuch in Barth und wurde dort beigesetzt.

### Nachkommen
- Katherine von Braunschweig-Lüneburg-Gifhorn  (* 1548; † 10. Dezember 1565) ⚭ Heinrich VI. Burggraf von Meißen, (* 29. Dezember 1536; † 22. Januar 1572)
- Clara Herzogin von Braunschweig-Lüneburg (* 1. Januar 1550; † 26. Januar 1598) ⚭ I: Bernhard VII. Prinz von Anhalt-Dessau (1540–1570) ⚭ II: Bogislaw XIII. Herzog von Pommern (1544–1606)

## Rezeption
Nach ihm wurde die Stadt Franzburg im Landkreis Vorpommern-Rügen durch seinen Schwiegersohn Herzog Bogislaw XIII. von Pommern benannt.